# Conchidium nanum
Conchidium nanum là một loài thực vật có hoa trong họ Lan. Loài này được (A.Rich.) Brieger mô tả khoa học đầu tiên năm 1981.